# Записи и выписки
«Записи и выписки» — книга российского филолога Михаила Гаспарова. Отдельным изданием вышла в 2001 году. Согласно издательской аннотации, «сплав дневниковых заметок, воспоминаний и литературно-критических эссе». Книга вызвала множество критических отзывов и была награждена премией Андрея Белого.

## Структура и содержание
Книга состоит из семи разделов.
I, III, V и VII разделы состоят из коротких заметок на разные темы: цитат, рассуждений, пересказов своих и чужих снов. Каждая заметка имеет заголовок, заметки в пределах каждого раздела расположены в алфавитном порядке. Впрочем, как отмечает Андрей Зорин, внутри разделов алфавитный порядок часто нарушается. Первая заметка в книге называется «А», последние несколько заметок носят одинаковое название «Язык».
Во II разделе помещены статьи об интеллигенции и филологии: «Интеллигенция и революция», «Примечание филологическое», «Примечание историческое», «Обязанность понимать», «Филология как нравственность», «Примечание псевдо-философское», «Прошлое для будущего», «Примечание педагогическое», «Критика как самоцель».
В IV разделе публикуются конспективные переводы стихотворений Эмиля Верхарна, Анри де Ренье, Жана Мореаса, Поля Фора. Переводы отличаются тем, что сделаны верлибром, причём текст оригинала значительно сокращён.
VI раздел — мемуарный, он состоит из статей «Врата учености», «Античность», «Стиховедение», «Переводы», «Критика», «Семиотика: взгляд из угла», «Ответы на анкету журнала „Медведь“». Здесь автор вспоминает о своей жизни и рассказывает о своей филологической и переводческой работе.

## История публикации. Критика и награды
Фрагменты книги первоначально публиковались в журнале «Новое литературное обозрение». В 2000 году в издательстве «Новое литературное обозрение» вышло отдельное книжное издание. Ещё до выхода отдельной книги, в 1999 году «Записи и выписки» были награждены премией Андрея Белого в номинации «Проза» как

…изысканный жанровый опыт, претворяющий филологические маргиналии и технику фрагментарного письма в уникальный экзистенциальный текст.

Многие критики столкнулись со сложностью в определении жанра книги. В ней находили элементы мемуаристики и афористики. В числе предшественников Гаспарова называли «Старую записную книжку» Петра Вяземского, «Table-talk» Александра Пушкина, «Плоды раздумий» Козьмы Пруткова, «Мысли мудрых людей на каждый день» Льва Толстого, прозу Василия Розанова и Лидии Гинзбург. «Записи и выписки» ставили в ряд сочинений, вышедших в 1990-е годы, для авторов которых важна филологическая подготовка: «Конец цитаты» Михаила Безродного, «Альбом для марок» Андрея Сергеева, «НРЗБ» и мемуарные виньетки Александра Жолковского, «Гений места» Петра Вайля. Этот «неопределённо-модный жанр» или «нежанр», по мнению Вячеслава Курицына, был закрыт книгой Гаспарова. Высказывались мнения, что Гаспаров, наоборот, открыл некий новый жанр.
Мозаичность, игровая структура книги заставили критиков говорить о том, что перед ними постмодернистский текст. По мнению Андрея Зорина, книга Гаспарова настолько радикальна, что «Голубое сало» Владимира Сорокина и «Поколение „П“» Виктора Пелевина кажутся в сравнении с ней образцами консерватизма. Кирилл Кобрин назвал Гаспарова русским Борхесом. В то же время, как отметил Виктор Живов, сам автор отзывается о постмодернизме отрицательно.
Несмотря на разнородность фрагментов, единство книге придаёт личность автора, которая характеризуется такими чертами, как профессиональная добросовестность, рационализм, стоический пессимизм, одиночество, знание человеческой природы, атеизм. В книге показано существование учёного в трёх измерениях: индивидуально-биографическом, социальном и профессиональном. Упоминание множества имён и названий, зачастую в сокращении, придаёт книге эмоциональную и психологическую достоверность.
Отдельного упоминания заслужил раздел с конспективными переводами. Юрий Колкер, которому не понравилась книга в целом, обвинил Гаспарова в непонимании поэзии. Другие критики отозвались о переводах Гаспарова как о безупречных и блистательных. В связи с конспективными переводами Манфред Шруба отмечает, что идея конспекта — это ключ к пониманию не только «Записей и выписок», но и всего творчества Гаспарова.